# أندي كيم
أندي كيم هو كاتب أغاني ومغني كندي، ولد في 5 ديسمبر 1946 في مونتريال في كندا.

## وصلات خارجية
- الموقع الرسمي
- أندي كيم على موقع IMDb (الإنجليزية)
- أندي كيم على موقع ميوزك برينز (الإنجليزية)
- أندي كيم على موقع أول ميوزيك (الإنجليزية)
- أندي كيم على موقع ديسكوغز (الإنجليزية)
- أندي كيم على موقع قاعدة بيانات الفيلم (الإنجليزية)